# SUPERFEEL
SUPERFEEL（スーパーフィール）は、SOUL'd OUTの19枚目のシングルである。2012年4月25日にSMEレコーズから発売された。

## 概要
- 前作「and 7」より一年ぶり、活動再開後2枚目となるシングルである。
- カップリングにはTeddyLoidによる「カーテン・コール」と「SUPERFEEL」のリミックスを収録。
- 初回生産限定盤には"SUPERFEEL"ステッカー (3枚組)、SOUL'd OUT LIVE 2012“SUPERFEEL 1T"先行予約案内を封入。

## 収録曲

### CD
1. SUPERFEEL (4:52)
  - 作詞：Diggy-MO', Bro.Hi　作曲：Diggy-MO', Shinnosuke　編曲：Shinnosuke, Diggy-MO'
2. VELVET ROMANCE (4:08)
  - 作詞：Diggy-MO', Bro.Hi　作曲：Diggy-MO', Shinnosuke　編曲：Shinnosuke, Diggy-MO'
3. Curtain Call (TeddyLoid Remix) (4:45)
  - 原曲は前作「and 7」に収録。
4. SUPERFEEL (TeddyLoid Remix) (5:06)